# Megumu Yoshida (konstsimmare)
Megumu Yoshida (吉田 萌 Yoshida Megumu?), född 2 juli 1995, är en japansk konstsimmare.

## Karriär
I augusti 2018 vid asiatiska spelen i Jakarta tog Yoshida silver tillsammans med Yukiko Inui i partävlingen samt var en del av Japans lag som tog silver i lagtävlingen.
I augusti 2021 tävlade Kijima vid OS i Tokyo, där hon slutade på fjärde plats tillsammans med Yukiko Inui i partävlingen samt var en del av Japans lag som också slutade på fjärde plats i lagtävlingen. I juni 2022 vid VM i Budapest var Yoshida en del av Japans lag som tog silver i det tekniska programmet och fri kombination samt brons i det fria programmet.
I juli 2023 vid VM i Fukuoka var Yoshida en del av Japans lag som tog silver i det fria lagprogrammet och brons i det akrobatiska lagprogrammet. I oktober 2023 vid asiatiska spelen i Hangzhou var hon en del av Japans lag som tog silver i lagtävlingen.
I februari 2024 vid VM i Doha var Yoshida en del av Japans lag som tog silver i det fria lagprogrammet och brons i det tekniska lagprogrammet. Vid olympiska sommarspelen 2024 i Paris var hon en del av Japans lag som slutade på femte plats i lagtävlingen.